# Юдита з головою Олоферна (Веронезе)
«Юдита з головою Олоферна» (італ. Giuditta con la testa di Oloferne) — картина італійського живописця Паоло Веронезе (1528—1588), представника венеційської школи. Створена у 1575–1580 роках. Зберігається у колекції Музею історії мистецтв у Відні (інв. №GG 34).

## Опис
Картина походить з колекції ерцгерцога Леопольда Вільгельма (1614—1662) з 1659 року.
Сюжет картини за мотивами второканонічної історії Старого заповіту з «Книги Юдити», в якій розповідається про страшний вчинок єврейської героїні Юдити, яка відтяла голову асирійському полководцю Олоферну уві сні.
На передньому плані зображена білошкіра дівчина Юдита, яка детально промальована у художньому відношенні, з темношкірою служанкою і темною головою Олоферна.